# Anolis jacare
Anolis jacare är en ödleart som beskrevs av  George Albert Boulenger 1903. Anolis jacare ingår i släktet anolisar, och familjen Polychrotidae. IUCN kategoriserar arten globalt som livskraftig. Inga underarter finns listade i Catalogue of Life.